# Aaron Temkin Beck
Aaron Temkin Beck (Providence (Rhode Island), 18 juli 1921 – Philadelphia (Pennsylvania), 1 november 2021) was een Amerikaanse psychiater, psychotherapeut en hoogleraar bij de faculteit psychiatrie en aan het psychopathologisch instituut van de Universiteit van Pennsylvania. Hij wordt wel beschouwd als de grondlegger van de cognitieve therapie. 

## Carrière
Beck studeerde tot 1942 aan de Brown-universiteit en stapte toen over naar de Yale-universiteit, waar hij in 1946 promoveerde in de psychiatrie. Tijdens de Koreaanse Oorlog werkte hij in de Valley Forge Hospital.
Zijn onderzoek had betrekking op de psychotherapie, psychopathologie, suïcideonderzoek en de ontwikkeling van denkfouten. In 2006 ontving Beck een Lasker Clinical Research Award.
Ongeveer gelijktijdig met Albert Ellis veranderde hij de klassieke gedragstherapie en vulde deze aan met cognitieve concepten, die hij vooral op de psychotherapie bij depressies toepaste.
Beck overleed in zijn huis in Philadelphia op 100-jarige leeftijd.